# Prunum nataliae
Prunum nataliae is een slakkensoort uit de familie van de Marginellidae. De wetenschappelijke naam van de soort is voor het eerst geldig gepubliceerd in 2009 door Pérez-Dionis, Ortea & Espinosa.